# Torcuato Ruiz del Peral
Torcuato Ruiz del Peral (Exfiliana, Granada, 16 de marzo de 1708—Granada, 5 de julio de 1773) fue un escultor barroco español.

## Biografía

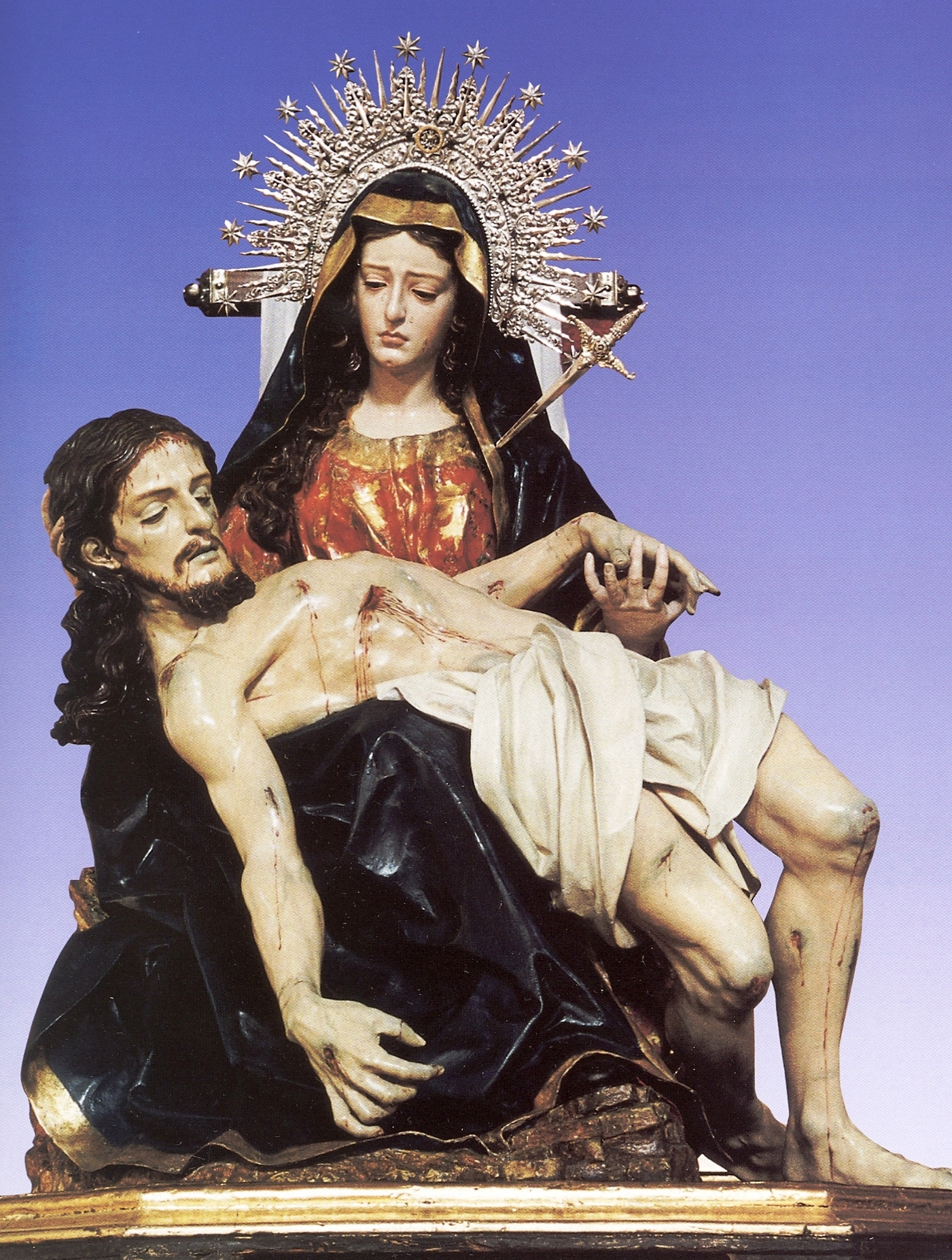
Virgen de las Angustias, obra cumbre de Torcuato Ruiz del Peral para el convento de San Francisco de la Alhambra, hoy en la iglesia de Santa María de la Alhambra (Granada).

Nació el 16 de marzo de 1708 en Exfiliana (Granada), hijo de un labrador acomodado de la localidad, Nicolás Ruiz y Gerónima de Peral. Torcuato fue el sexto de los nueve hijos que tuvo el matrimonio.
En 1725, Ruiz del Peral ingresó en el taller del escultor granadino Diego de Mora, hermano de José de Mora, en cuya casa del Albaicín de Granada permaneció dos años; tiempo suficiente para formarse en el arte de la escultura. Más tarde entró a trabajar con el pintor Benito Rodríguez Blanes, a la sazón presbítero de la colegial granadina de los Santos Justo y Pastor, templo para el que hizo obras como los arcángeles San Miguel y San Rafael, o las propias imágenes de los mártires infantiles titulares del templo, entre otras.
En 1734 cuando Ruiz del Peral tenía 26 años conoció a Beatriz Trenco, con quien se casó "por palabras de presente" el 4 de marzo de 1747 en la iglesia de Santiago de Granada. El enlace quedó reseñado en el Libro Secreto del Arzobispado de Granada, no siendo asentado en el libro de desposorios de la parroquia hasta un año antes de la muerte del escultor. De esta relación nacieron diez hijos, aunque algunos no sobrevivieron a la infancia.
Aquejado por una grave enfermedad desde 1772, Ruiz del Peral falleció a los 65 años de edad en su domicilio albaicinero de la calle Aljibe de Trillo, siendo enterrado en la iglesia de San José el 6 de julio de 1773.

## Obra escultórica
Ruiz del Peral es uno de los artistas más interesante del tardobarroco español, que trabajó para una gran cantidad de clientes, desde cabildos eclesiásticos a órdenes religiosas, hermandades, prelados y particulares. Por esta razón, y la alta valoración que recibió su obra, esta se halla repartida en diferentes iglesias, museos y colecciones de España y el extranjero. Cabe señalar la estrecha relación clientelar que mantuvo con el imaginero el IV Conde de Luque, de la que se conservan algunas imágenes en la iglesia de Algarinejo (Granada). Entre sus principales obras sobresalen la Virgen de las Angustias de la iglesia de Santa María de la Alhambra de Granada, San José con el Niño Jesús para la iglesia de San José del Albaicín, y la Cabeza de San Juan Bautista de la Catedral de Granada y toda la producción para la Catedral de Guadix, de la que únicamente se conservan los profetas tallados en piedra de los púlpitos y dos ángeles lampadarios. La imaginería de santos para la sillería coral de la Catedral de Guadix (destruida en 1936) constituye su gran empresa personal, que no llegó a culminar. 
Trabajó tanto la escultura en madera policromada como en piedra, así como el dibujo y la pintura, de la que se conservan ejemplos en varias colecciones particulares. Esta producción versátil corresponde a una formación versada en el dominio de las estampas que poseyó en gran cantidad y las lecturas de su biblioteca personal, legada a su viuda y único hijo. Gracias ello pudo atender todo tipo de encargos, ajustando las iconografías a las novedades de su tiempo. Destacan en sus obras la exquisita policromía, habitualmente realizada por su hermano Juan Manuel. Con ello se logra una notable integridad estética que completa los valores plásticos de la escultura, a la vez que confiere a su arte de una mayor originalidad. Peral entiende su arte desde la síntesis de los caracteres clásicos de la escuela granadina, siendo especialmente significativa la influencia de José de Mora. En diciembre de 2022 la Diócesis de Guadix abrió al público el Centro de Interpretación Torcuato Ruiz del Peral en la antigua iglesia de San Francisco de Guadix, como espacio museográfico dedicado al escultor e imaginero nacido en la comarca de Guadix.